# Cybalomia affinis
Cybalomia affinis là một loài bướm đêm trong họ Crambidae.